# Leste sauvage
Lestes barbarus
Espèce
Synonymes
- Agrion barbara Fabricius, 1798

Statut de conservation UICN

 LC  : Préoccupation mineure
Le leste barbare ou sauvage, Lestes barbarus, est une espèce de petites libellules (demoiselles) de la famille des Lestidae. C'est une espèce réputée très adaptable et ubiquiste voire pionnière qui peut tolérer des conditions extrêmes que peu d'autres libellules peuvent supporter. En expansion depuis le sud, ses effectifs restent encore très localisés en France au nord de la Loire.

## Description

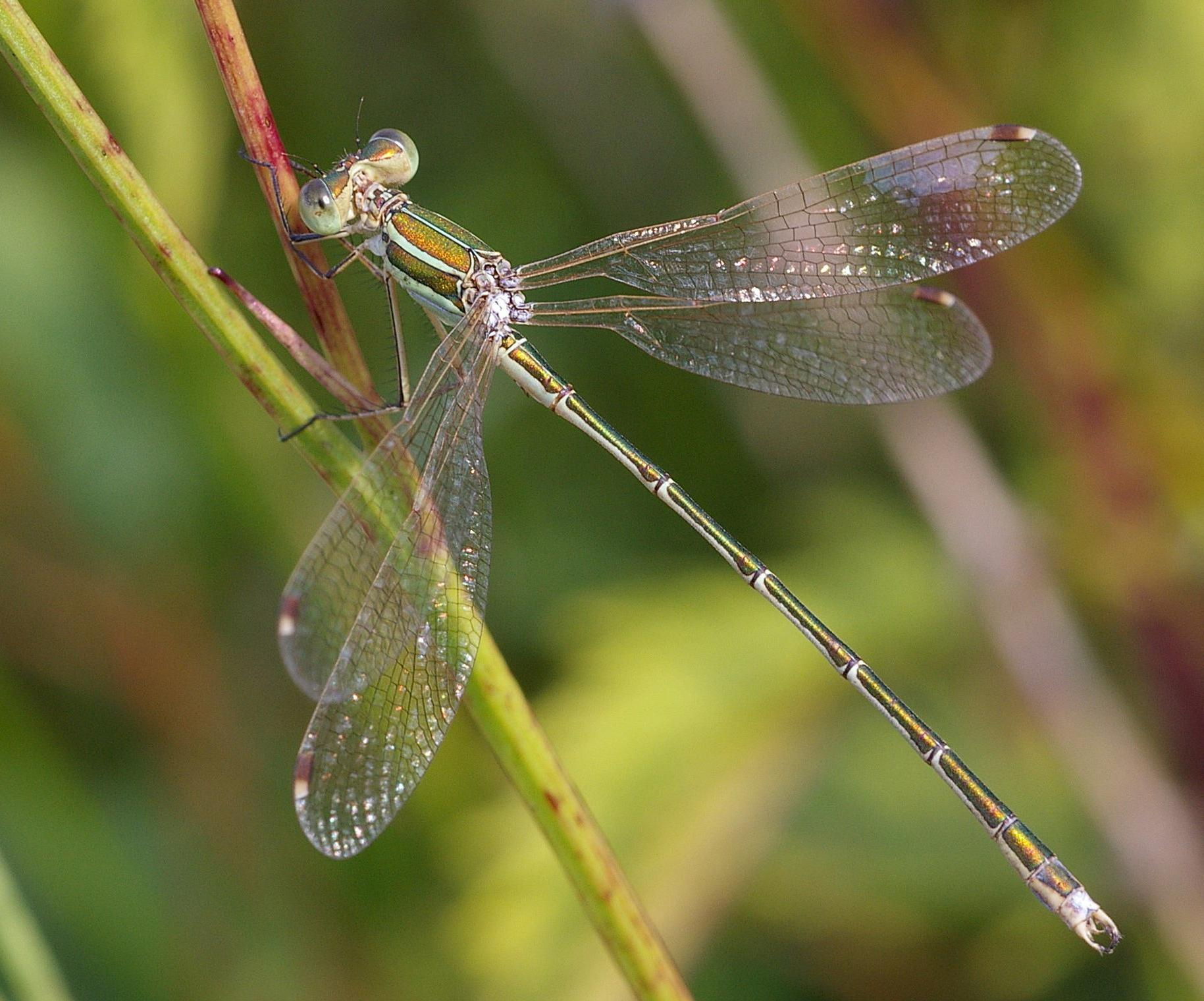
Mâle
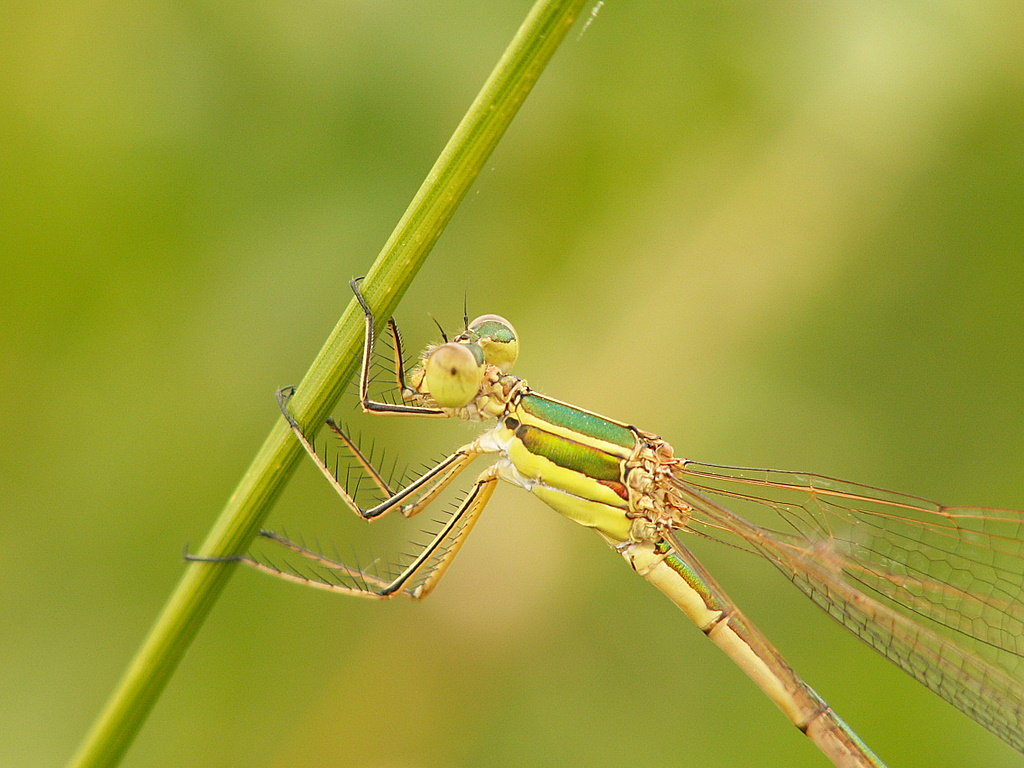
Femelle
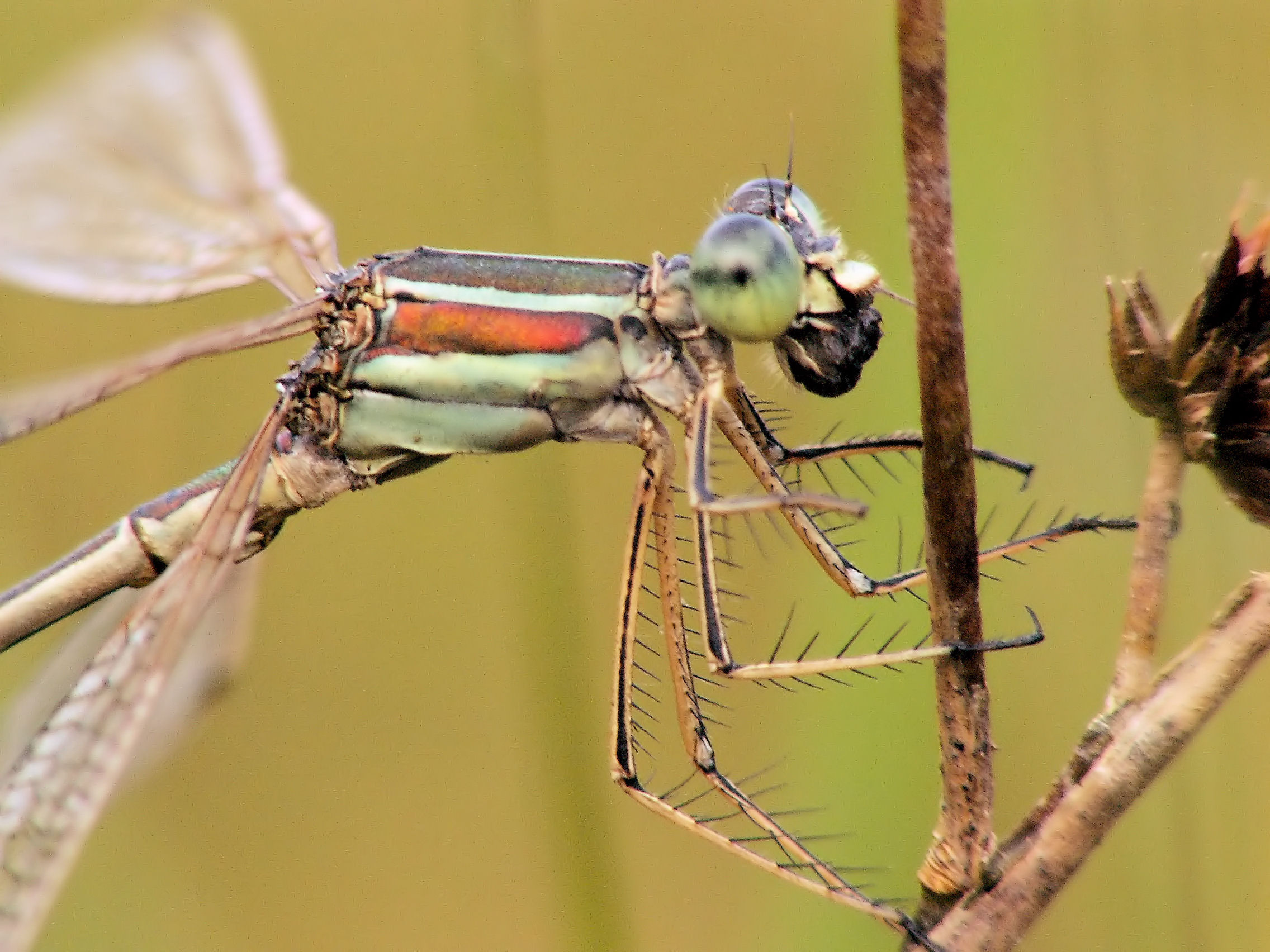
Gros plan (mâle)
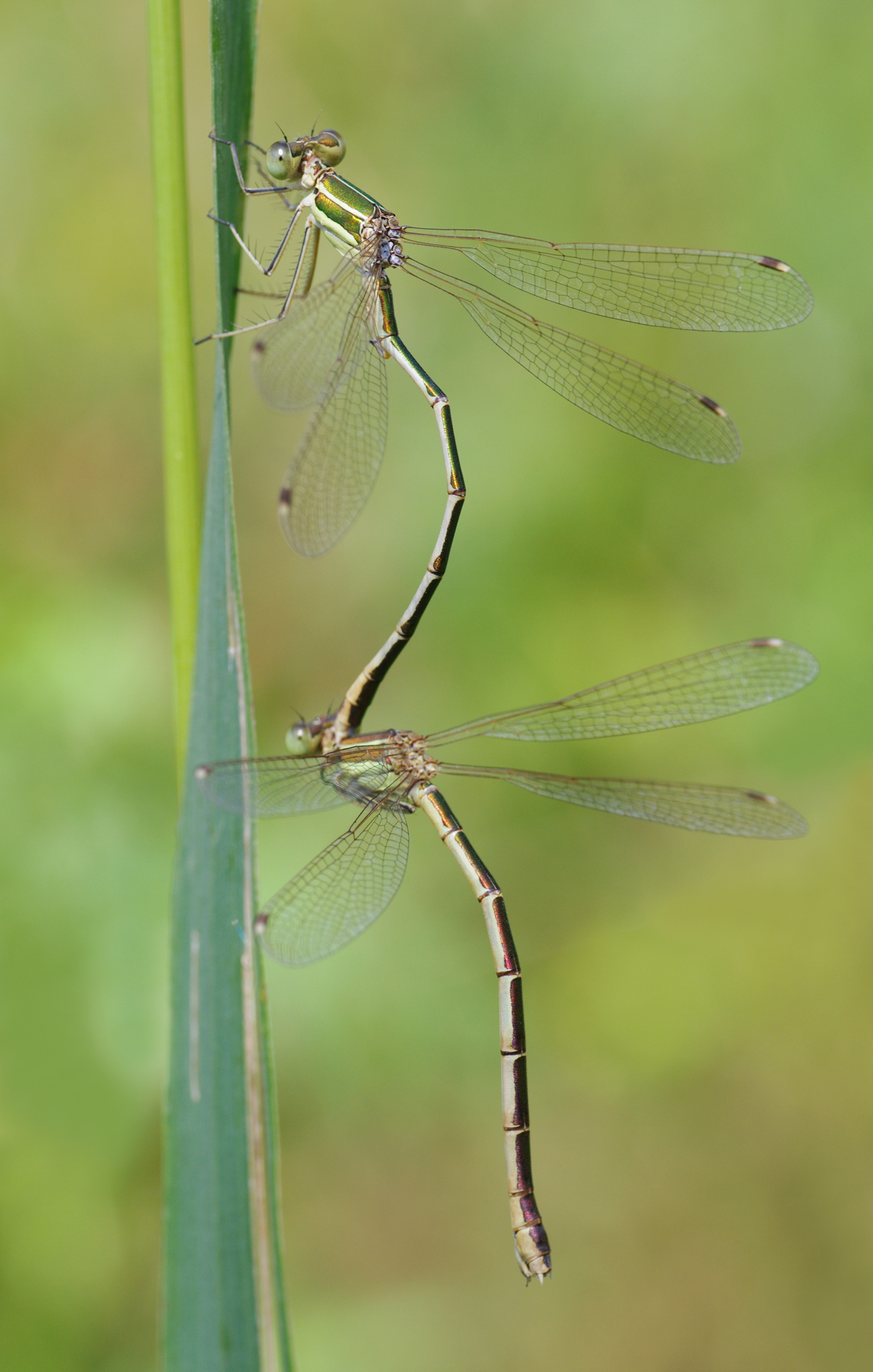
Accouplement

## Répartition et habitat
Cette espèce fréquente surtout les endroits humides qui s'assèchent rapidement en été.
Eurasiatique, elle occupe toute l'Europe sauf le nord où elle est en expansion (a atteint l'Angleterre en 2002) ; en Asie, jusqu'à la Mongolie. Aussi dans le nord du Maghreb.

## Habitat, répartition
L'espèce a une attirance pour les zones humides temporaires (mares, sources, petits étangs...) qui s'assèchent tôt en été.

## Espèces proches
- Lestes sponsa
- Lestes macrostigma
- Lestes virens
- Lestes viridis

## Compléments